# Bortiachiwka
Bortiachiwka (ukr. Бортяхівка) – wieś na Ukrainie, w obwodzie wołyńskim, w rejonie rożyszczeńskim.
Do 1946 roku miejscowość nosiła nazwę Niewólno (ukr. Невільне, Newilne).